# Rutger van den Hout

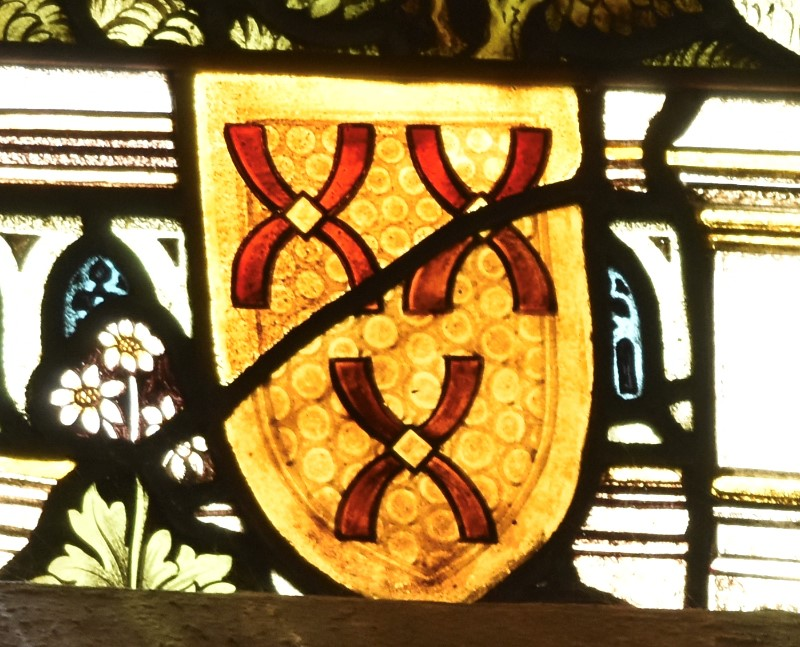
Geslachtswapen van het geslacht Van Rode, met als kernelement drie molenijzers.

Rutger (Rover) van den Hout was een Brabants edelman uit het geslacht Van Rode en een van de eerste bewoners van Slot Ten Hout in St. Oedenrode. Hij was de zoon van Roelof Rover van Rode, heer van Rode en Mierlo. 
In 1238 verkoopt hij het patronaatsrecht van de kerk van Minderhout en alle daarbij horende goederen en cijnzen aan de Sint-Michielsabdij te Antwerpen. In 1242 wordt hij vermeld als getuige bij een schenking van graaf Dirk van Megen aan het altaar van de heilige Oda van Brabant. In beide oorkonden wordt Rutger vermeld als miles (ridder). Zijn oudere broer Hendrik I van Mierlo werd later heer van Rode en Mierlo.
Rutger dient niet te worden verward met zijn achterkleinzoon Rutger Gooswijn Moedel van den Hout, de laatste telg uit de familie Van Rode die Slot Ten Hout bewoonde.